# شهرستان شماخی
شَماخی، (به لاتین: Şamaxı) از بخش‌های جمهوری آذربایجان است.

## نگارخانه

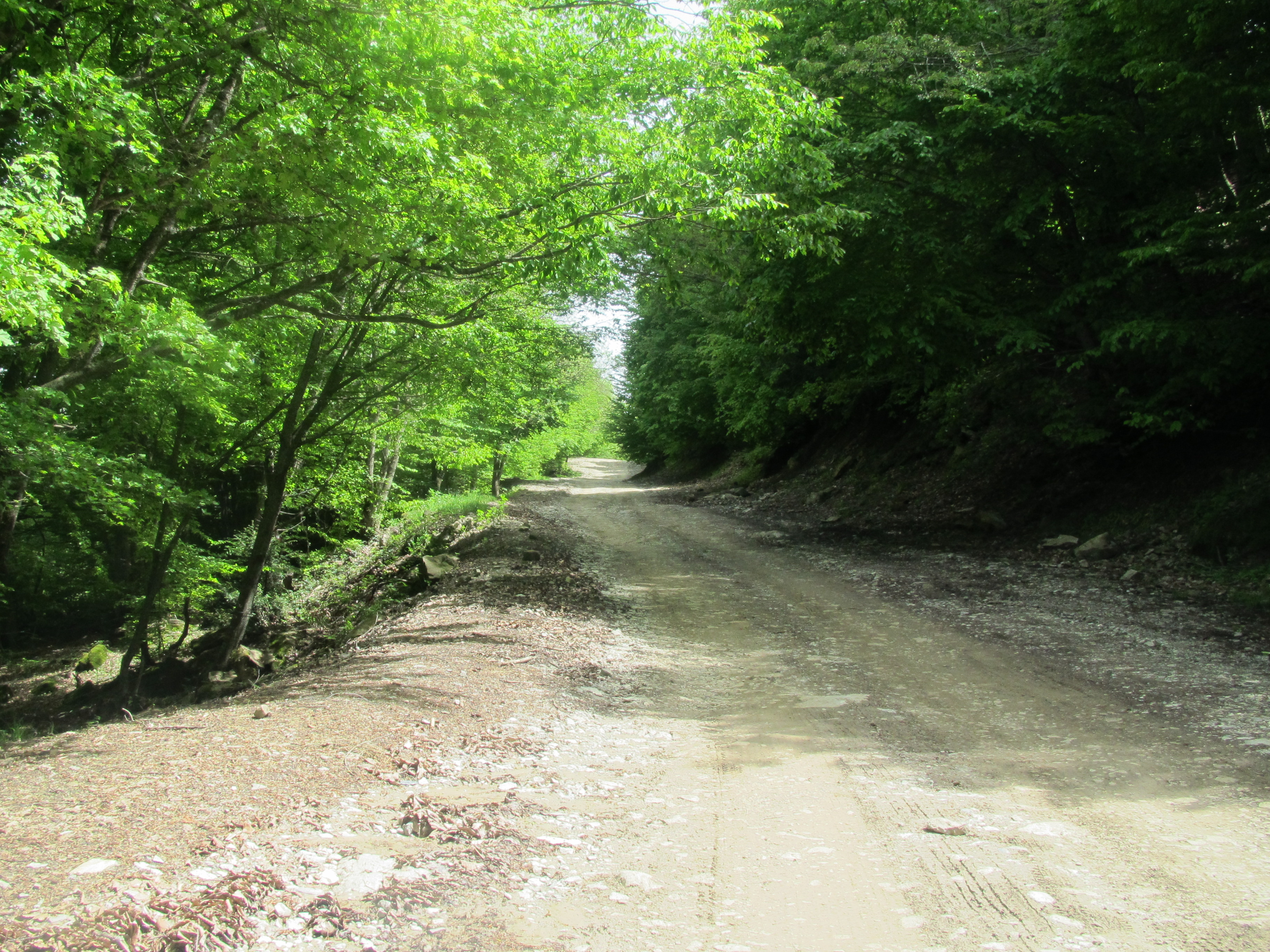
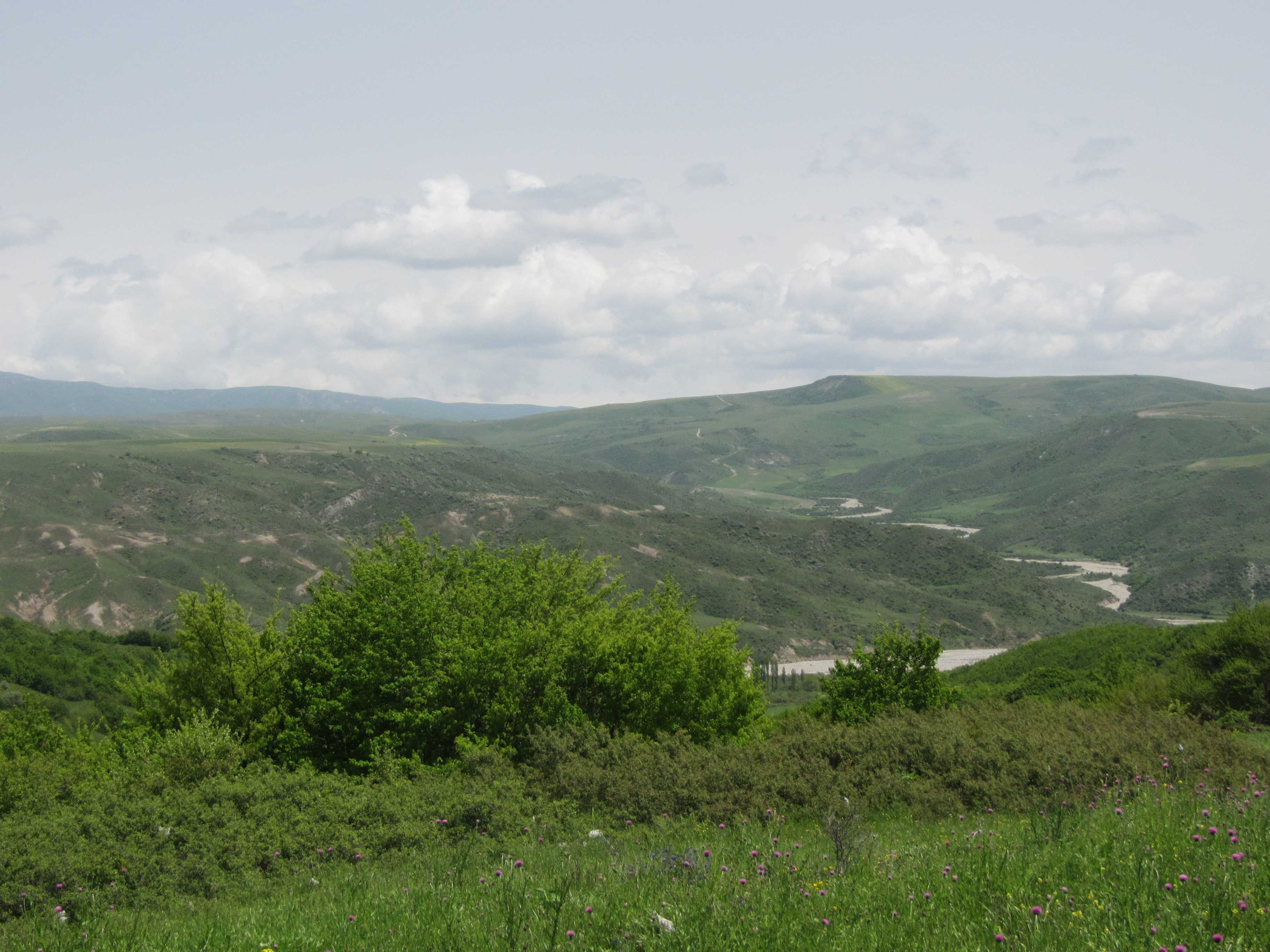
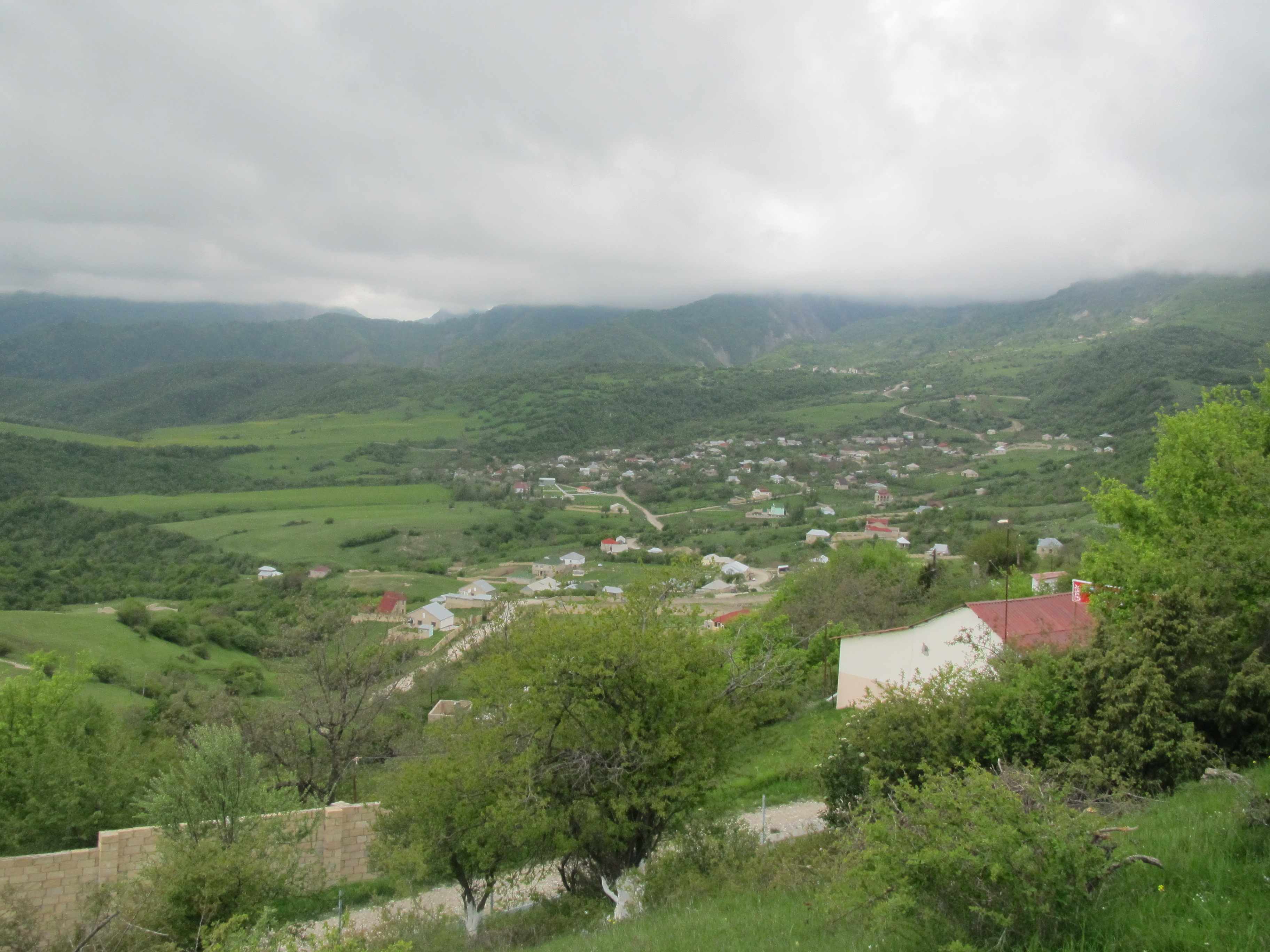
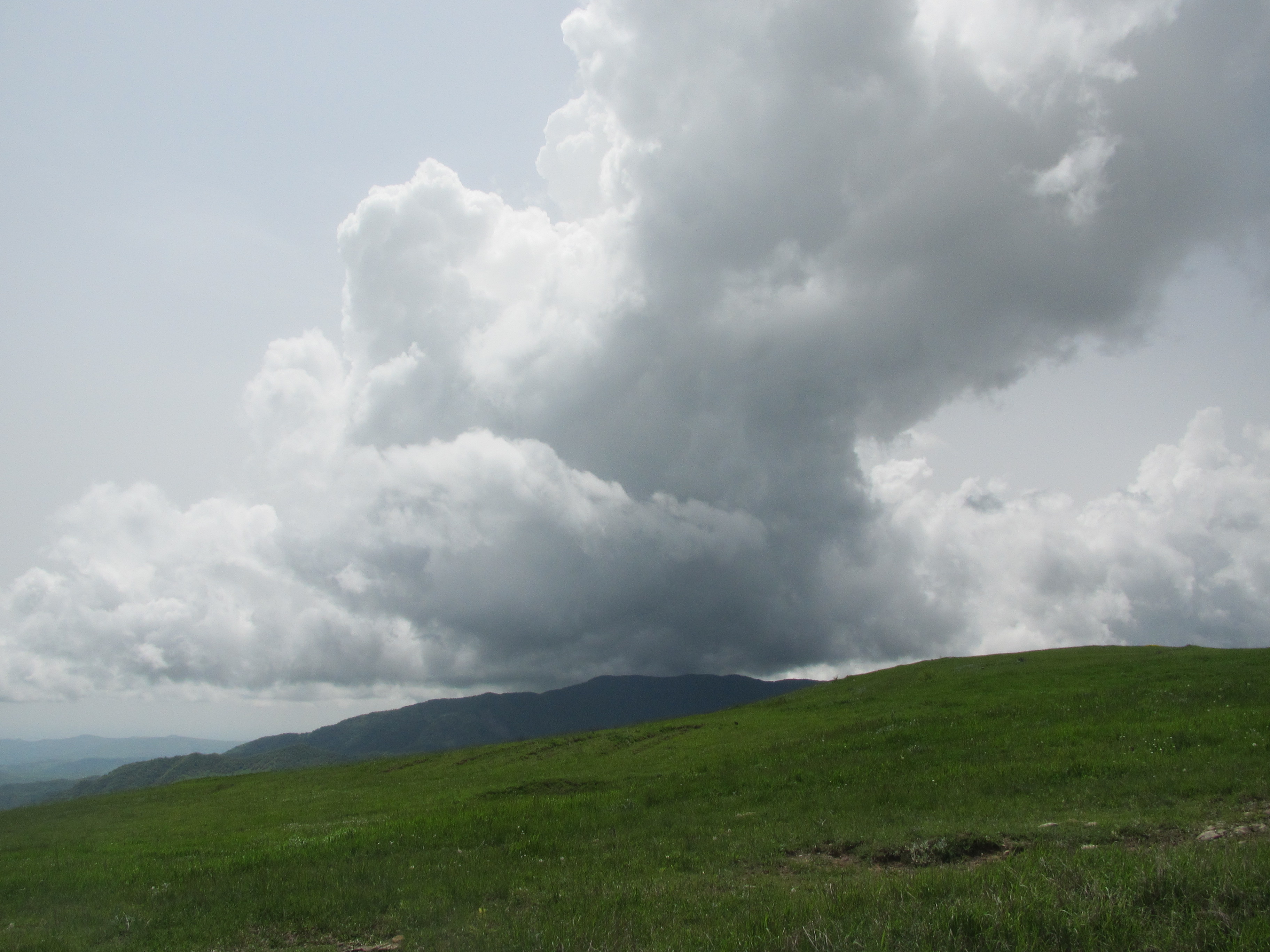
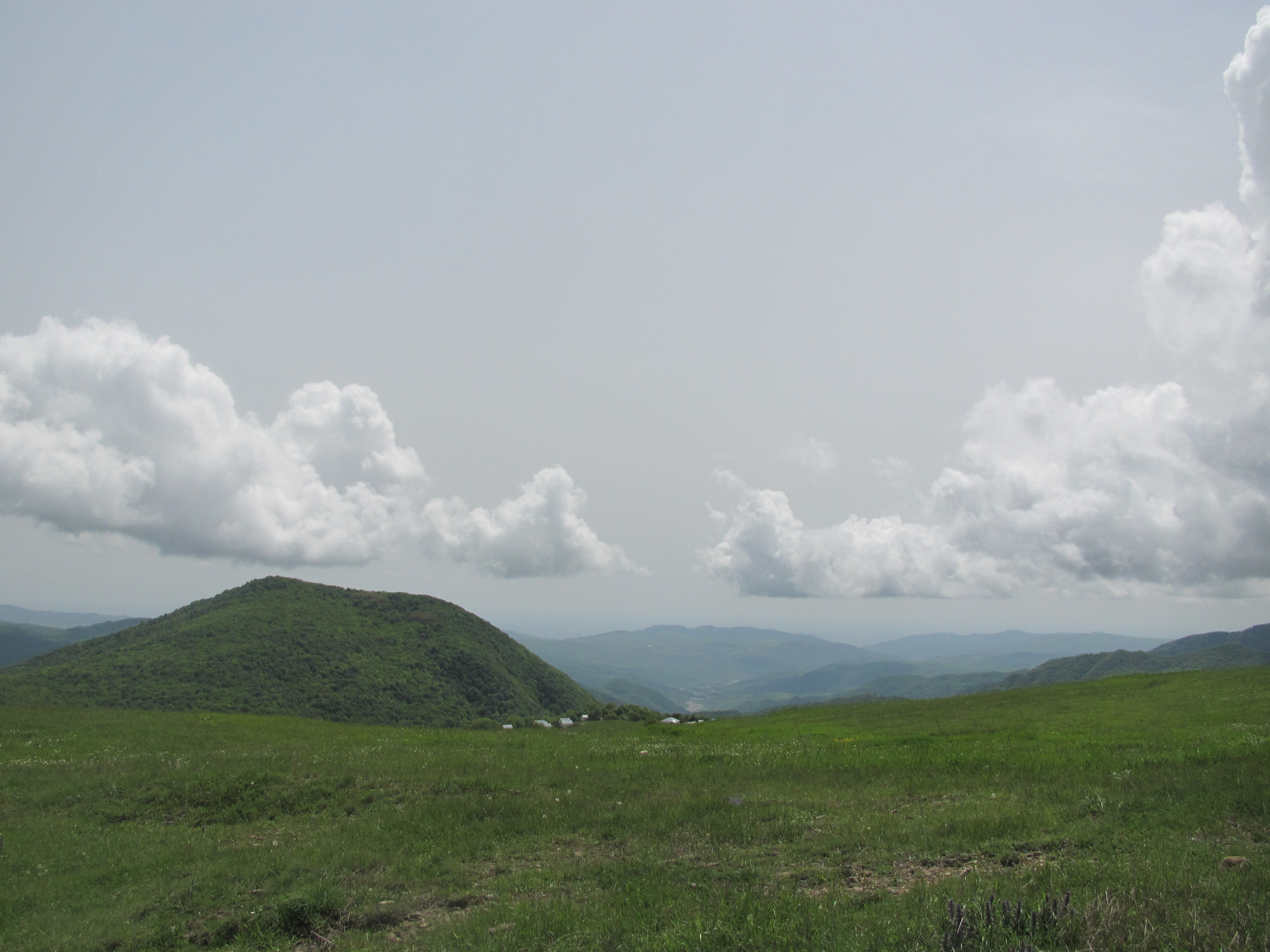